# Barbara Gordon
Barbara "Babs" Gordon is een personage uit de strips van DC Comics, en dan met name de Batman-strips. Ze werd bedacht door Gardner Fox en Carmine Infantino. Van 1966 t/m 1988 was zij Batgirl, maar na een ongelukkige ontmoeting met de Joker gaf ze die naam op en stond ze een tijd bekend als “Oracle”. Vanaf 2011 is Barbara weer “Batgirl”.
Barbara Gordon's versie van Batgirl is een van DC Comics’ meest herkenbare superheldinnen.

## Geschiedenis
Barbara Gordon maakte haar debuut in “Detective Comics” #359 als de dochter van Commissaris James Gordon. Onderweg naar een gekostumeerd bal, waarvoor zij een eigen Batman kostuum had gemaakt, stopte ze een poging tot ontvoering van Bruce Wayne. Dit trok Batmans aandacht en leidde tot Barbara’s carrière als Batgirl.
Nadien werd Barbara’s personage sterk uitgediept en kreeg ze zelfs haar eigen stripserie. In het verhaal "Batgirl's Last Case." leek ze haar carrière als Batgirl op te geven om naar Washington te gaan, maar in “Superman” #268 dook ze weer op als Batgirl. Ditmaal samenwerkend met Superman.
Eind jaren 80 besloot DC om de Barbara versie van Batgirl met pensioen te laten gaan. In het verhaal “The Killing Joke”, een graphic novel van Alan Moore en Brian Boland, werd Barbara neergeschoten door The Joker. De kogel raakte haar in de ruggengraat, waardoor ze verlamd raakte.
Haar verlamming stortte Barbara tijdelijk in een grote depressie, totdat ze zich realiseerde dat ze met haar computervaardigheden en fotografische geheugen ook mensen kon helpen. Ze nam de naam “Oracle” aan, en werd een informatiebron voor veel misdaadbestrijders. In haar eerste missie als Oracle hielp ze haar vader bij het oplossen van een zeer lastige moordzaak. Hierna ging ze werken voor de Suicide Squad.
In 2003 paste DC Comics Barbara’s oorsprongsverhaal wat aan en onthulden ze dat Barbara een van de oprichters was van de Birds of Prey, een team van vrouwelijke superhelden.
In 2011 vernieuwde DC al haar personages en striptitels via de reeks The New 52. In deze nieuwe continuïteit was Barbara nog steeds verlamd geraakt nadat ze neergeschoten werd door The Joker, had ze ook de Birds of Prey opgericht als Oracle, maar was ze na een tijd weer van haar verlamming hersteld. Barbara besloot toen weer misdaad te bestrijden als Batgirl.

## Krachten en vaardigheden
In haar tijd als Batgirl was Barbara zeer ervaren in veel vechtsporten. Tevens trainde ze in acrobatiek.
Als Oracle gebruikt Barbara haar andere talenten: ze is een meesterlijke hacker en detective. Tevens beschikt ze over een fotografisch geheugen waardoor ze nooit een gezicht vergeet. Barbara voorziet veel superhelden van informatie, en kan zelfs streng beveiligde computersystemen zoals die van Lex Luthor hacken.
Hoewel ze onder haar middel verlamd is, werkt haar bovenlichaam nog prima. Derhalve traint Barbara nog altijd in bepaalde vormen van vechtsporten, zoals met de eskrima.

## In andere media

### Films
- Barbara Gordon diende als inspiratie voor het personage Barbara Wilson uit de film Batman & Robin. In deze film is Barbara het nichtje van Alfred en heeft ze geen connectie met James Gordon.

- Barbara Gordon verschijnt in LEGO minifiguur-vorm in The Lego Batman Movie. Barbara neemt de taak van commissaris van de politie over van haar vader. Later werkt ze samen met Batman als Batgirl. De stem van Barbara werd ingesproken door Rosario Dawson. De Nederlandse stem van Barbara werd ingesproken door Katja Schuurman.
- In 2021 werden de opnames aangekondigd van een live-action Batgirl film die zich afspeelt in de DCEU. De film zal eind 2022 verschijnen op de streamingservice HBO Max. Barbara Gordon zal gespeeld worden door Leslie Grace.

### Televisieseries
- In de Batman televisieserie uit de jaren 60 werd Barbara Gordon/Batgirl gespeeld door Yvonne Craig. Ze werd geïntroduceerd in het laatste seizoen en nam al snel de plaats in van Robin als Batmans vaste helper.

- In 2002 verscheen Barbara Gordon in de serie Birds of Prey. In de serie is ze net als in de strips verlamd en gebruikt ze de codenaam Oracle. In een flashback was te zien dat ze voor haar verlamming Batgirl was.

- Barbara Gordon/Batgirl deed mee in een handvol afleveringen van de animatieserie The Batman/Superman Hour.

- Barbara kwam tevens voor in de series Batman: The Animated Series en The New Batman Adventures. Tevens deed ze mee in de bijbehorende film Batman & Mr. Freeze: SubZero. Een oudere versie van deze Barbara Gordon dook op in de serie Batman of the Future en diens bijbehorende film, Batman Beyond: Return of the Joker.

- De Barbara Gordon uit "Batman: The Animated Series” had een paar cameo’s in de series Justice League en Justice League Unlimited.

- De Barbara Gordon versie van Batgirl deed mee in de animatieserie The Batman.

- In de live-action televisieserie Gotham verschijnt een 11-jarige Barbara Gordon in de laatste aflevering van de serie nadat in het laatste seizoen bekend werd dat Barbara Kean zwanger was door James Gordon. Barbara Gordon werd gespeeld door Jeté Laurence.
- Barbara Gordon verschijnt in het derde seizoen van de live-action televisieserie Titans, waar ze gespeeld wordt door Savannah Welch. In deze serie was ze vroeger Batgirl, maar zit ze in een rolstoel na een gevecht met The Joker waarbij ze gedeeltelijk verlamd raakte en één van haar benen verloor (dit omdat Savannah Welch in het echt ook maar één been heeft). Deze versie van Barbara Gordon werd na haar verlamming geen Oracle, maar nam na de dood van haar vader zijn baan als politiecommissaris van Gotham over.

### Videospellen
- Barbara Gordon helpt Batman vanuit de Batcave samen met Alfred in de videospellen Batman: Arkham Asylum en Batman: Arkham City. Echter staat ze in deze games bekend onder de naam Oracle. De stem van Oracle werd ingesproken door Kimberly Brooks.

- Barbara Gordon verschijnt in Batman: Arkham Origins in het politiebureau waarin ze werkt bij de data-kasten van de politie. Barbara maakt duidelijk dat ze, in tegenstelling tot haar vader, voor het idee van de superheld Batman is. In een zij-missie helpt Barbara Batman de wapens van The Penguin te vinden. De stem van Barbara werd ingesproken door Kelsey Lansdowne.

- Barbara Gordon verschijnt in een rolstoel in Batman: Arkham Knight. Barbara lijkt te worden vermoord door Scarecrow⁣, maar wordt uiteindelijk gered door Batman. De stem van Barbara werd ingesproken door Ashley Greene.